# Saurosuchus
Saurosuchus (gr. cocodrilo lagarto) es un género extinto de saurópsido arcosaurio perteneciente al orden Rauisuchia, perteneciente a la familia Prestosuchidae. Vivió en el Triásico Superior, en territorios de la actual Argentina.
Con una longitud de 7 metros, seguramente fue el mayor miembro de su grupo, con la excepción quizás del menos conocido Fasolasuchus. Al igual que otros rauisuquios, Saurosuchus caminaba sobre cuatro patas completamente extendidas. Es probable que fuera capaz de erguirse sobre las patas traseras por cortos períodos.

## Descripción

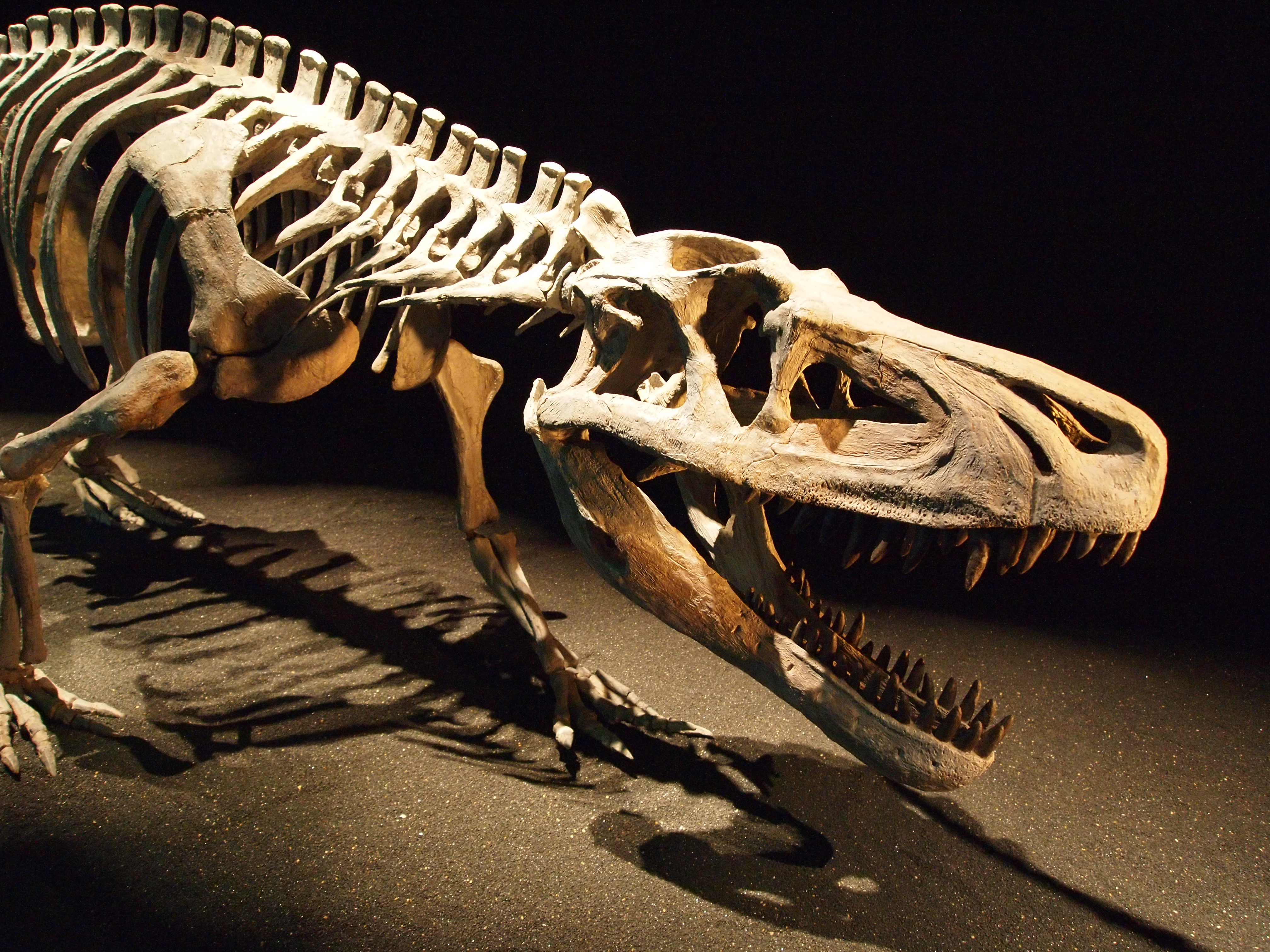
Un ejemplar exhibido en Japón

Saurosuchus es conocido a partir de varios esqueletos parciales recuperados de la formación Ischigualasto de Argentina. El espécimen del holotipo consiste de un cráneo completo aunque deformado, vértebras dorsales, osteodermos dorsales y partes de la pelvis. Los miembros posteriores, la cola, el cuello y la escápula se encuentran en varios otros esqueletos. La especie tipo S. galilei fue nombrada en 1959. Saurosuchus fue también reportado en la formación Chinle de Arizona en 2002 sobre la base de dientes aislados y pequeños fragmentos craneales. El valor diagnóstico de estos huesos ha sido cuestionado en estudios posteriores, que los han considerado como de una especie indeterminada de rauisuquio.

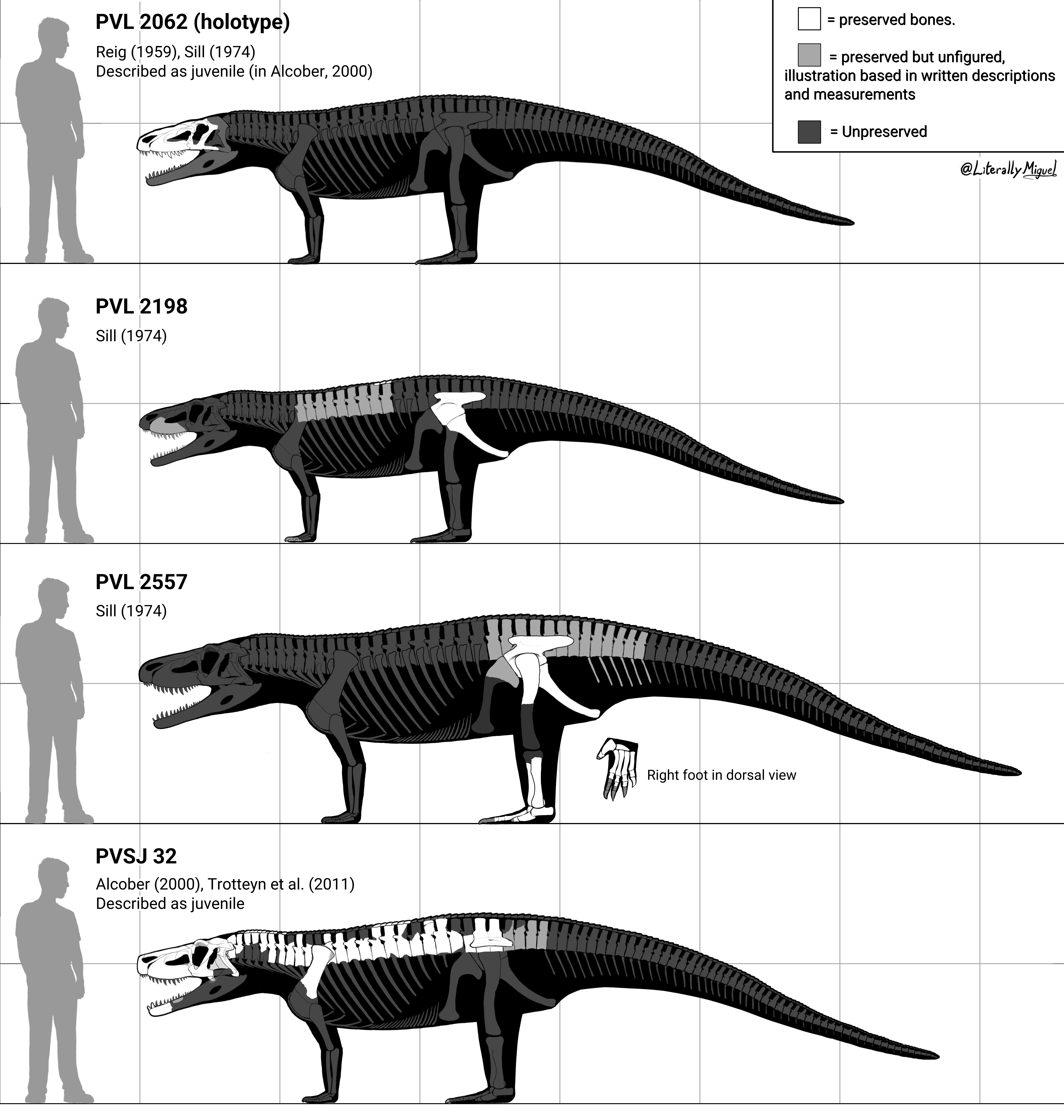
Diagrama y comparación de tamaño del holotipo, y especímenes notables asignados a la especie

Saurosuchus es uno de los mayores rauisuquios. El esqueleto completo no es conocido y las estimaciones de tamaño van desde 6 a los 9 metros de longitud total corporal. Tenía un cráneo profundo y comprimido lateralmente. Los dientes son grandes, recurvados y aserrados. El cráneo es amplio en la parte posterior y se estrecha en frente de los ojos. La bóveda craneana y el maxilar poseen hoyuelos, un rasgo distintivo no visto en ningún otro rauisuquio. Esto también se ha visto en los fitosaurios y crocodilianos acuáticos, pero los bordes y surcos son más profundos y están más extendidos en los cráneos de estas formas. El hueso frontal, localizado en la cima del cráneo, está alargado hasta formar unos gruesos rebordes sobre los ojos. Como en otros rauisuquios, una pequeña barra se proyecta hacia el hueso lacrimal en frente del ojo, pero no se sujetaba firmemente al hueso yugal debajo de este. Bordes a lo largo de la cara superior del hueso supraoccipital en la parte posterior del cráneo eran puntos de sujeción para fuertes ligamentos en el cuello. Las vértebras cervicales están acortadas y son robustas, formando un cuello fuerte. Algunos osteodermos dorsales corrían a lo largo de la espalda de Saurosuchus. De estos había dos filas a cada lado de la línea media, con cada osteodermo en forma de hoja uniéndose fuertemente con los de delante y los de detrás de estos.

## Cultura popular

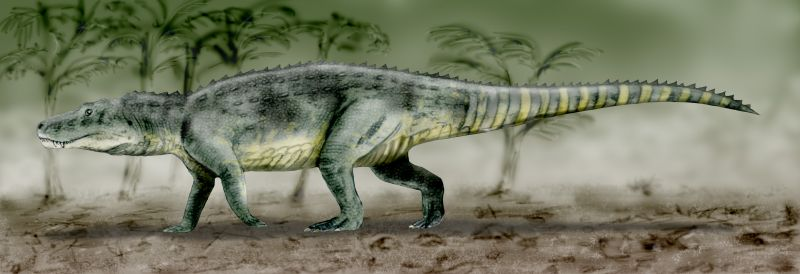
Recreación en vida de Saurosuchus galilei.

Apareció en el primer episodio de El Reino de los Dinosaurios, o también llamado Revolución de los Dinosaurios(The Reing of the Dinosaurs o Dinosaur Revolution en inglés), atacando a los pequeños dinosaurios Eoraptores(Saurosuchus es el Depredador dominante en este capítulo), el Saurosuchus también se enfrentó a los dicinodontes Ischigualastia.